# Arsène Lupin, gentlemannatjuv
Arsène Lupin, gentlemannatjuv (originaltitel: Arsène Lupin) är en fransk-västtysk-kanadensisk-belgisk-nederländsk-schweizisk-italiensk-österrikisk TV-serie som gjordes i två säsonger. Den sändes av deuxième chaîne de l'ORTF 1971 och 1973-1974.
Serien baseras på Maurice Leblancs berättelser om gentlemannatjuv Arsène Lupin. Titelrollen gestaltades av Georges Descrières.
I Sverige visades båda säsongerna i TV1 några månader efter att de visats i Frankrike; den första säsongen sändes april-juli 1971 och den andra under 1974.[källa behövs]

## Källhänvisingar
1. 1 2  Internet Movie Database, IMDb-ID: tt0136713co0047972.[källa från Wikidata]
2. 1 2  hämtat från: italienskspråkiga Wikipedia.[källa från Wikidata]